# 梧硕高速公路
梧州－硕龙高速公路，简称梧碩高速，广西壮族自治区高速公路命名编号为S40，全长499.394公里，起于梧州市龍圩區河步互通，终于崇左市大新县硕龙鎮。部分路段仍在施工當中。

## 分段介紹

### 梧州环城高速南段
起于梧州市龍圩區河步互通，终于梧州市龍圩區洞心互通，路線仍在施工當中，預計2026年通車。

### 梧州至贵港段
起於梧州市龍圩區洞心互通，終於贵港市桂平市石龙互通，2015年4月20日全段通车。

### 贵港至隆安段
起于贵港市桂平市石龙互通，终于南宁市隆安县，2019年7月10日全段通車。

### 隆安至硕龙段
起于南宁市隆安县，终于崇左市大新县硕龙鎮，路線仍在施工當中，預計2022年內通車。